# Bloc de branche
 (avril 2014).
Si vous disposez d'ouvrages ou d'articles de référence ou si vous connaissez des sites web de qualité traitant du thème abordé ici, merci de compléter l'article en donnant les références utiles à sa vérifiabilité et en les liant à la section « Notes et références ».
 Mise en garde médicale
Un bloc de branche est un trouble de la conduction cardiaque dont le blocage est situé sur une des branches du faisceau de His au niveau des ventricules cardiaques.

## Physiopathologie
Chez les individus sains, l'activité électrique du cœur est initiée au niveau du nœud sinusal (localisé à la jonction entre la veine cave supérieure et l'oreillette droite). L'onde de dépolarisation se propage alors vers le nœud atrioventriculaire (situé en partie basse de l'oreillette droite), puis vers les ventricules cardiaques par l'intermédiaire du faisceau de His.

Le faisceau de His se divise en deux branches, une pour chaque ventricule.

En raison de la plus grande taille du ventricule gauche, la branche gauche se divise elle-même en deux : une branche antérieure et une branche postérieure.

La fonction de ces branches de division du faisceau de His est de conduire les impulsions électriques et de les distribuer de telle façon que la contraction du muscle cardiaque soit efficace et coordonnée.
Quand une branche est lésée, par exemple au cours d'un infarctus du myocarde ou à cause d'une cardiopathie sous-jacente, elle peut cesser de fonctionner normalement.

Cela entraîne une modification de la conduction de l'activité électrique cardiaque : l'impulsion électrique ne pouvant plus se propager le long de la branche lésée, elle va le faire au travers des fibres myocardiques, nouveau trajet qui non seulement ralentit les impulsions électriques mais change leur direction.

En conséquence, la capacité des ventricules à pomper efficacement le sang est détériorée et la quantité de sang éjecté par les ventricules est réduite.

## Clinique
Le sujet est généralement asymptomatique et le diagnostic est fait lors de la lecture d'un électrocardiogramme.

Sinon, les signes sont ceux de la cardiopathie en cause.

## Électrocardiogramme
Il va montrer un élargissement des complexes QRS (à 0,12 seconde ou plus) lorsque le bloc est complet et des complexes QRS fins lorsqu'il est incomplet.

### Bloc de branche droit

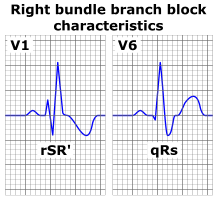
Bloc de branche droit à l'ECG.

Sur l'électrocardiogramme, un aspect rSR' ou RR' caractéristique est visible en dérivation V1 et V2. L'onde T est inversée dans la dérivation V1.

En dérivation V6, on peut voir une onde S large et profonde.
Lorsqu'il existe un bloc de branche droit, le ventricule droit n'est pas directement activé par les impulsions électriques progressant au travers la branche droite du faisceau de His.

Le ventricule gauche, quant à lui, est normalement activé par la branche gauche. Ces impulsions électriques progressent alors au travers du myocarde, du ventricule gauche vers le ventricule droit, activant finalement celui-ci.
Cela explique pourquoi l'activation du ventricule droit est retardée, en résulte donc, sur l'ECG, un complexe QRS élargi.
La prévalence du bloc de branche droit augmente avec l'âge.
On peut le retrouver dans le syndrome de Brugada. Cependant, contrairement au bloc de branche gauche, lorsqu'il est isolé, il est généralement considéré comme bénin.

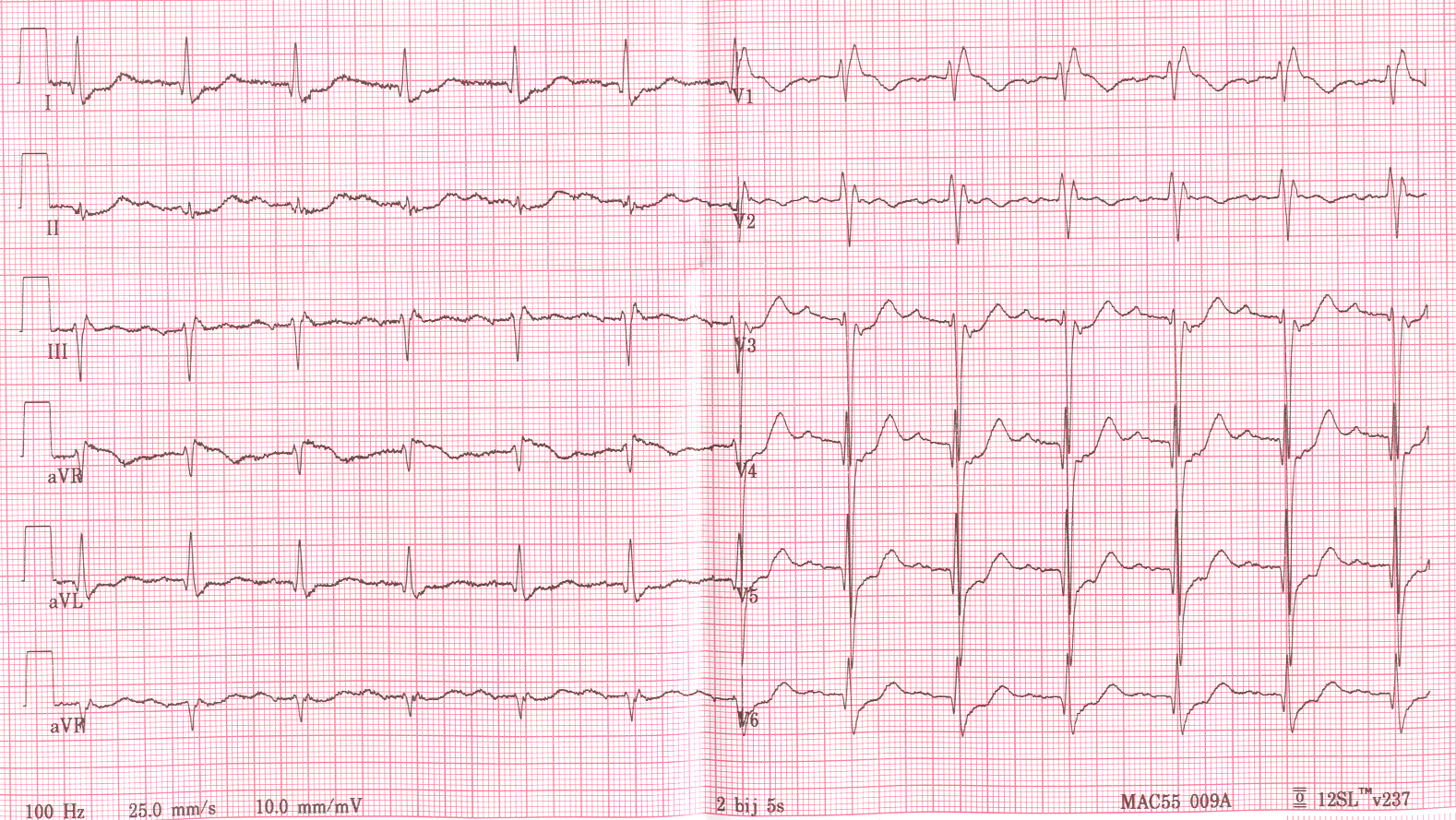
BBD avec 1 bloc AV de 1er degré
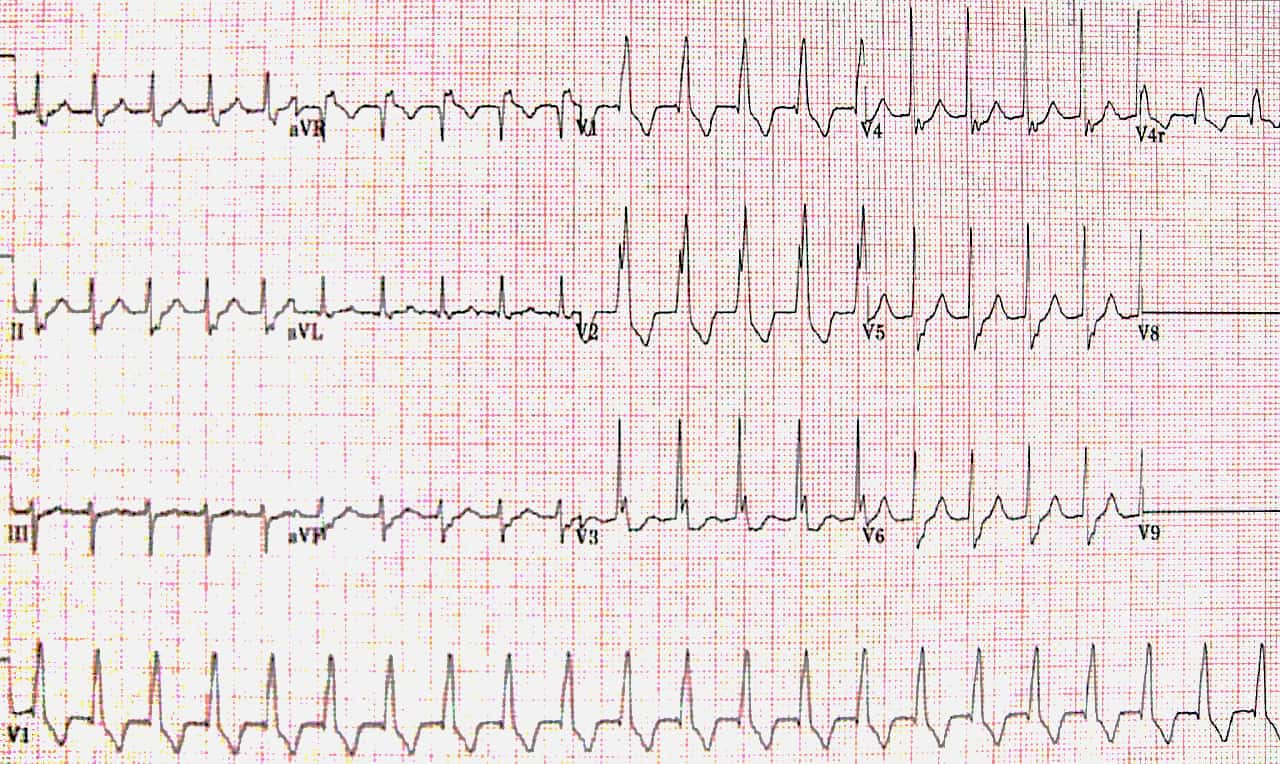
BBD et tachycardie
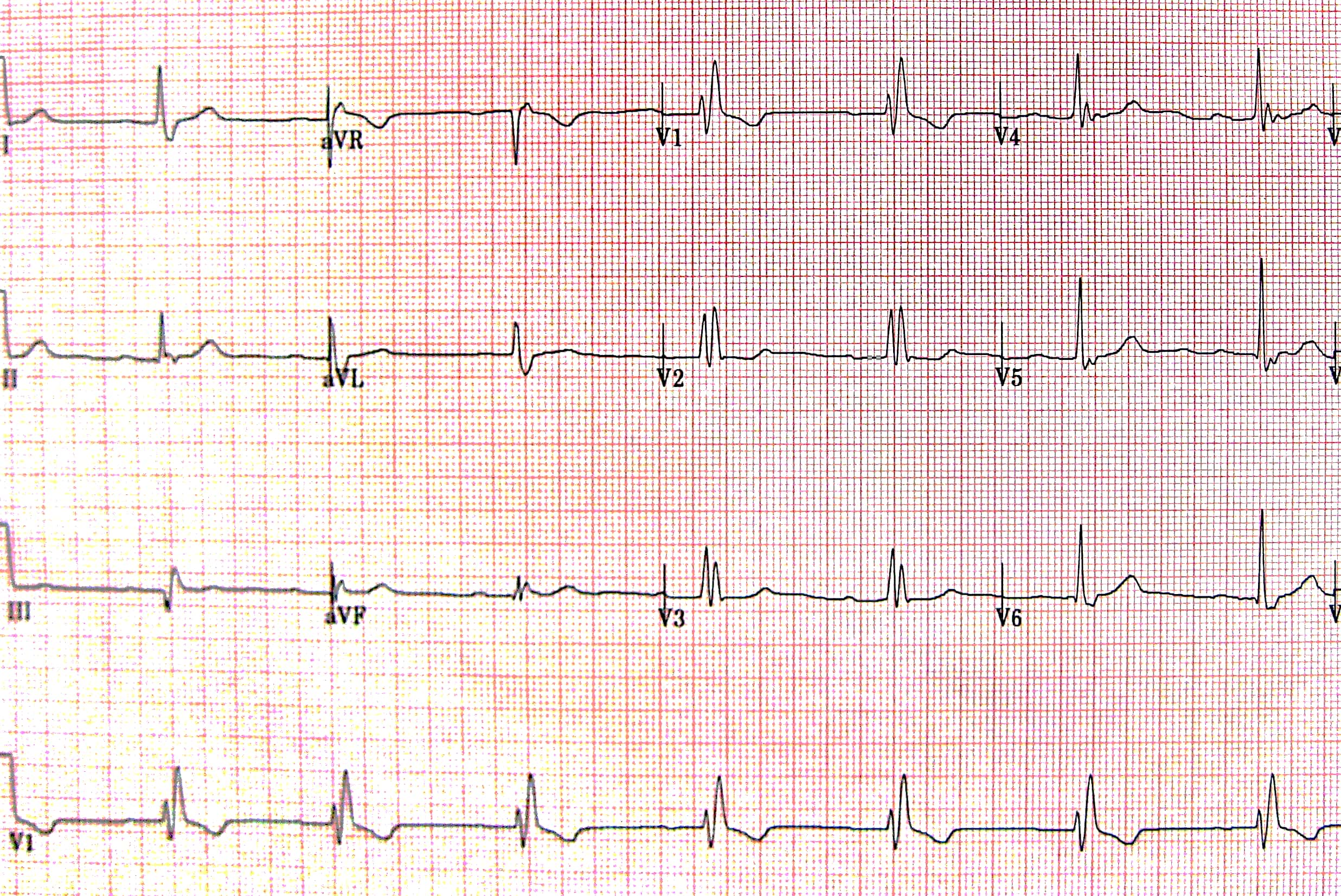
BBD

### Bloc de branche gauche

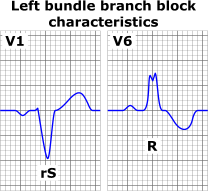
Bloc de branche gauche à l'ECG avec anomalies caractéristiques de V1 à V6.

On a un allongement du temps d'activation des ventricules car le ventricule Gauche est dépolarisé en retard. Donc on a un allongement du QRS supérieur à 12cs. Il y a aussi allongement du temps de passage de l'influx électrique de l'endocarde vers l'épicarde du Ventricule Gauche enregistré en V6 donc un allongement de la déflexion intrinsécoïde en V6, cette déflexion étant nulle ou très courte en V1.
Le premier vecteur, vecteur septal, est complètement changé car la dépolarisation va de la droite vers la gauche et non l'inverse. On a alors une fuite de toute activité en V1 donc une déflexion négative (onde Q) et une déflexion positive en V6.
Le deuxième vecteur, vecteur pariétal, va de la droite vers la gauche.
Le troisième vecteur, vecteur basal, voit sa déflexion augmentée en V6 avec une onde R qui est prolongée et un "QS" en V1.
Le bloc de branche gauche s'accompagne de troubles de la repolarisation (sous décalage et/ou inversion de l'onde T en V4-V5-V6, D1-VL rendant ininterprétable l'électrocardiogramme en cas d'ischémie myocardique.

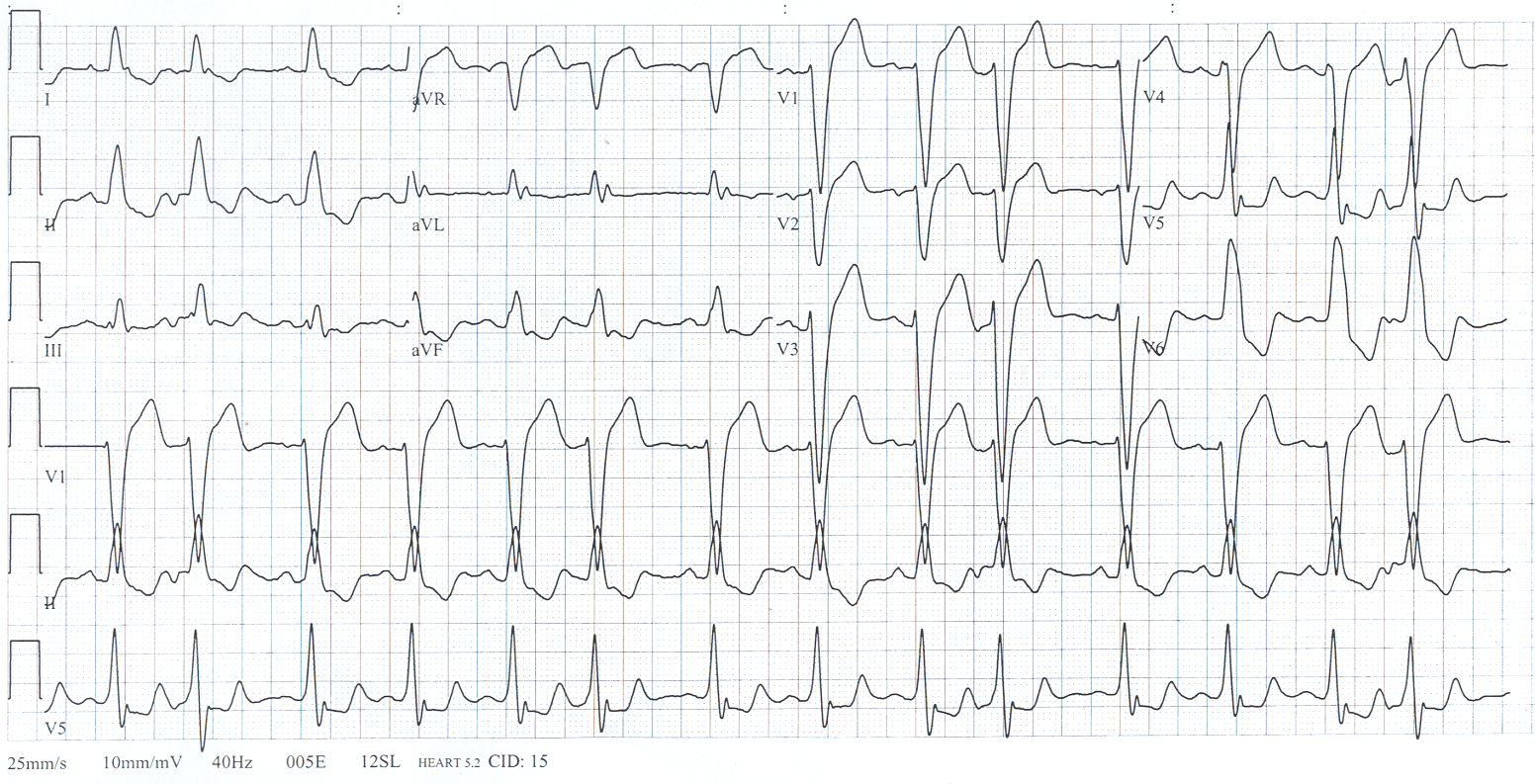
Bloc de branche gauche et extrasystoles supraventriculaires.
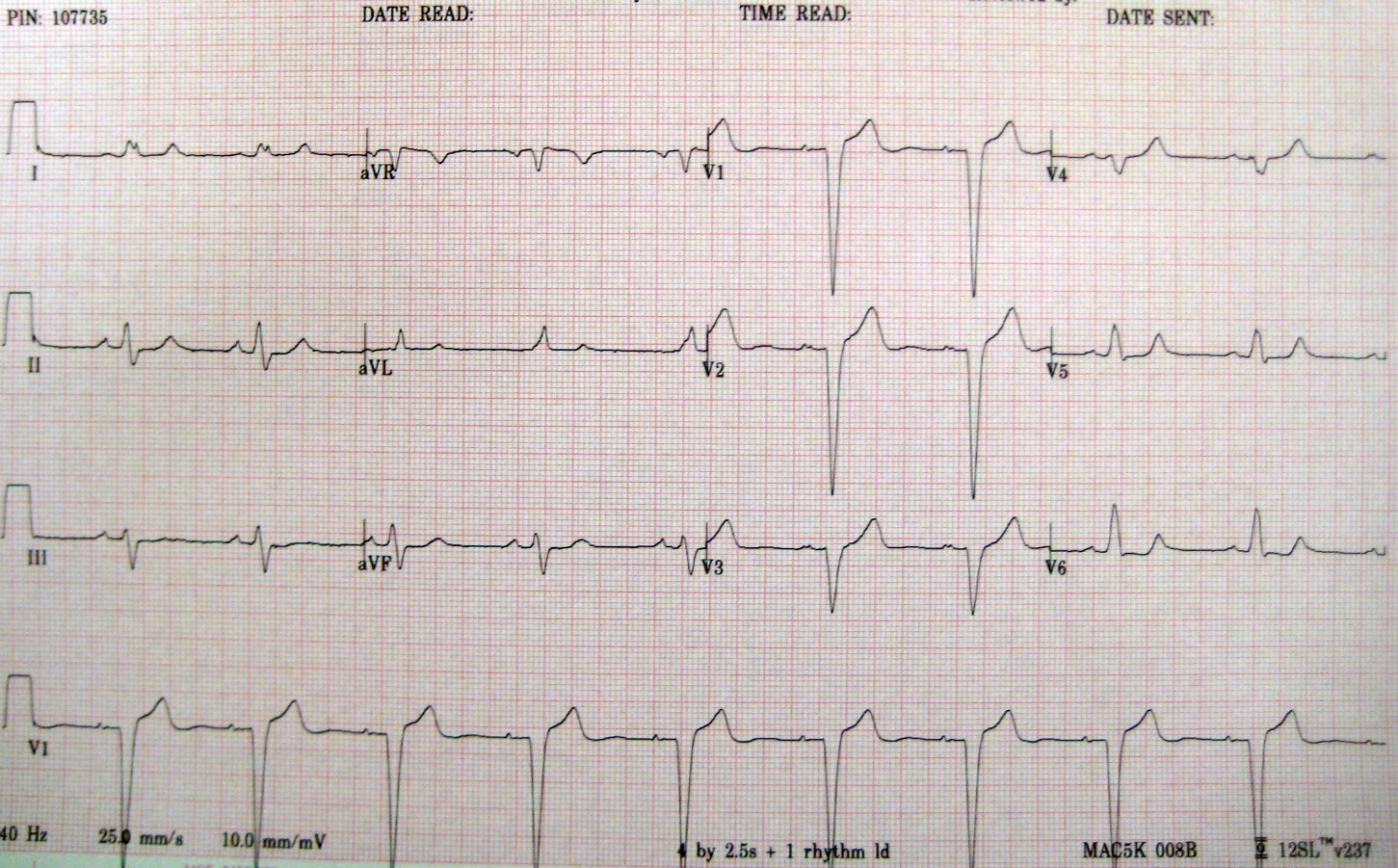
Bloc de branche gauche

## Échographie trans-thoracique
En échographie cardiaque trans-thoracique, certains patients porteurs d'un bloc de branche gauche complet (avec durée du complexe QRS supérieur a 120 ms) présentent un asynchronisme cardiaque.
En effet, la présence d'un bloc de branche gauche modifie la contraction du ventricule gauche, la contraction du septum inter-ventriculaire étant alors suivie d'une contraction tardive de la paroi latérale du ventricule gauche (en l'absence de bloc de branche, la contraction de la paroi latérale est contemporaine de la contraction du septum inter-ventriculaire).